# Trigona
Pour les articles homonymes, voir Trigona (homonymie).
Genre
Trigona (les Trigones) est le plus grand genre d'abeilles sans dard, comprenant plus de 80 espèces présentes exclusivement dans le Nouveau Monde, et comprenant autrefois beaucoup plus de sous-genres que l'assemblage actuel. Beaucoup de ces anciens sous-genres ont été élevés au statut générique.
Le genre fait partie de la tribu Meliponini avec le genre Melipona.

## Rang
Les espèces du genre Trigona sont présentes dans toute l'écozone néotropique, y compris l'Amérique du Sud et l'Amérique centrale, les basses terres mexicaines et les îles des Caraïbes. Elles peuvent se reproduire dans les forêts, les savanes et les environnements artificiels. Les abeilles trigones sont actives toute l'année, bien qu'elles soient moins actives dans les environnements frais.

## Nidification

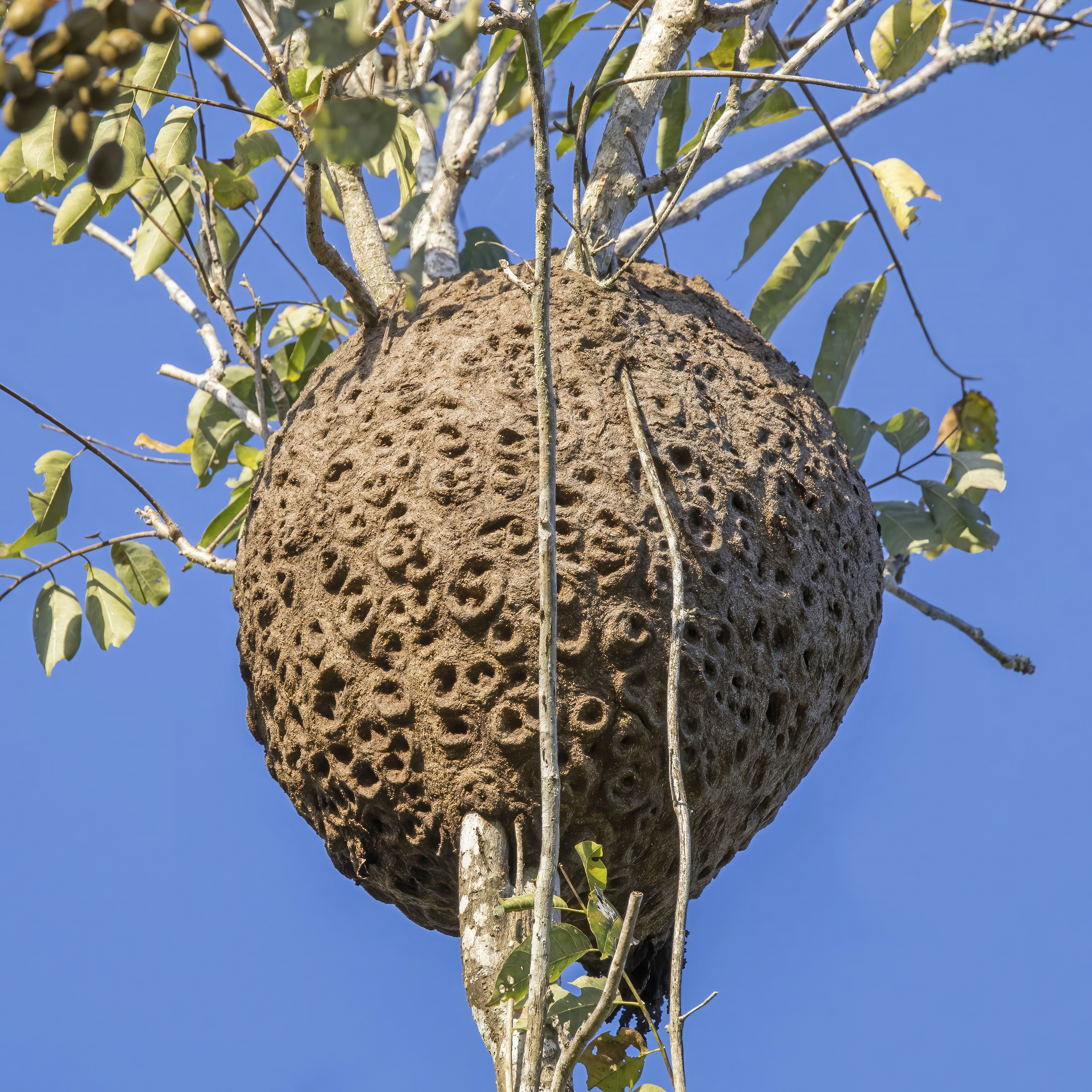
Nid de trigones au Guatemala

Les nids des trigones sont construits à partir de cire qu'elles produisent et de résines végétales qu'elles collectent. Elles nichent généralement dans les cavités des arbres et sous terre.
Contrairement à l'apis mellifera, l’abeille trigona scaptotrigona ne stocke pas ses réserves de miel et de pollen dans des cellules hexagonales, mais dans des poches situées à l’extérieur du couvain.

## Abeilles vautours
Les abeilles vautours sont trois espèces de trigones, qui sont les seules abeilles connues pour être des charognardes. Ces abeilles se rassemblent et se nourrissent de chair animale morte.

## Communication
Certaines espèces d'abeilles du genre Trigona utilisent la salive pour tracer des pistes odorantes, guidant les partenaires du nid vers une source de nourriture. Certaines espèces utilisent l'écoute clandestine qui les aide à détecter les sources de nourriture exploitées par les concurrentes.

## Espèces sélectionnées
- Trigona branneri —Mato Grosso (Brésil) [5]
- Trigona chanchamayoensis —Mato Grosso (Brésil)
- Trigona cilipes - Amériques
- Trigona corvina - Amérique centrale et du Sud [6]
- Trigona crassipes (Fabricius, 1793), une des abeilles vautours.
- Trigona ferricauda - Amérique
- Trigona fulviventris - Mexique vers la Colombie
- Trigona fuscipennis - Du Mexique au Brésil.
- Trigona hyalinata - Mato Grosso (Brésil)
- Trigona hypogea (Silvestri, 1902), une des abeilles vautours
- Trigona necrophaga (Camargo et Roubik, 1991), une des abeilles vautours
- Trigona nigerrima - Amérique (Mexique, Costa Rica)
- Trigona nigra - Mexique
- Trigona pallens - Amérique
- Trigona recursa - Mato Grosso (Brésil)
- Trigona silvestriana - Amérique (Costa Rica)
- Trigona spinipes - arapuá (Brésil) [7]